# Leptotyphlops natatrix
Leptotyphlops natatrix este o specie de șerpi din genul Leptotyphlops, familia Leptotyphlopidae, descrisă de Andersson 1937. Conform Catalogue of Life specia Leptotyphlops natatrix nu are subspecii cunoscute.